# Il romanzo di Galileo
Il romanzo di Galileo è un romanzo scritto da Luigi Ugolini e pubblicato nel 1998 a cura di Maria Luisa Crussi. Il romanzo è accompagnato da delle tavole illustrate da Aurelio Craffonara.

## Trama
L'opera narra la vita, in modo romanzato, di Galileo Galilei.

## Edizioni
- Luigi Ugolini, Il romanzo di Galileo, Le Monnier, 1998, ISBN 8800329063.